# Eamonn George
Eamonn George es un actor, más conocido por interpretar a Scott Griffin en la serie Neighbours.

## Carrera
En 2005 obtuvo un pequeño papel en la serie Holly's Heroes, donde interpretó a Hamish Moore.
El 11 de enero de 2010, apareció por primera vez en la exitosa serie australiana Neighbours, donde interpretó de forma recurrente al estudiante Scott "Griffo" Griffin hasta el 27 de mayo del mismo año.

## Filmografía
Series de televisión
| Año             | Título         | Personaje     | Notas               |
| --------------- | -------------- | ------------- | ------------------- |
| 2010 - presente | Neighbours     | Scott Griffin | 6 episodios         |
| 2005            | Holly's Heroes | Hamish Moore  | episodio "Showtime" |